# Det lille hotel
Det lille hotel er en dansk film fra 1958, instrueret af Jon Iversen.

## Medvirkende
- Helge Kjærulff-Schmidt
- Lisbeth Movin
- Ebbe Langberg
- Maria Garland
- Malene Schwartz
- Bodil Steen
- Preben Uglebjerg
- Emil Hass Christensen
- Sigrid Horne-Rasmussen
- Ghita Nørby
- Karen Lykkehus
- Louis Miehe-Renard
- Vera Stricker
- Karl Gustav Ahlefeldt
- Bjørn Puggaard-Müller